# Ellen Browning Scripps

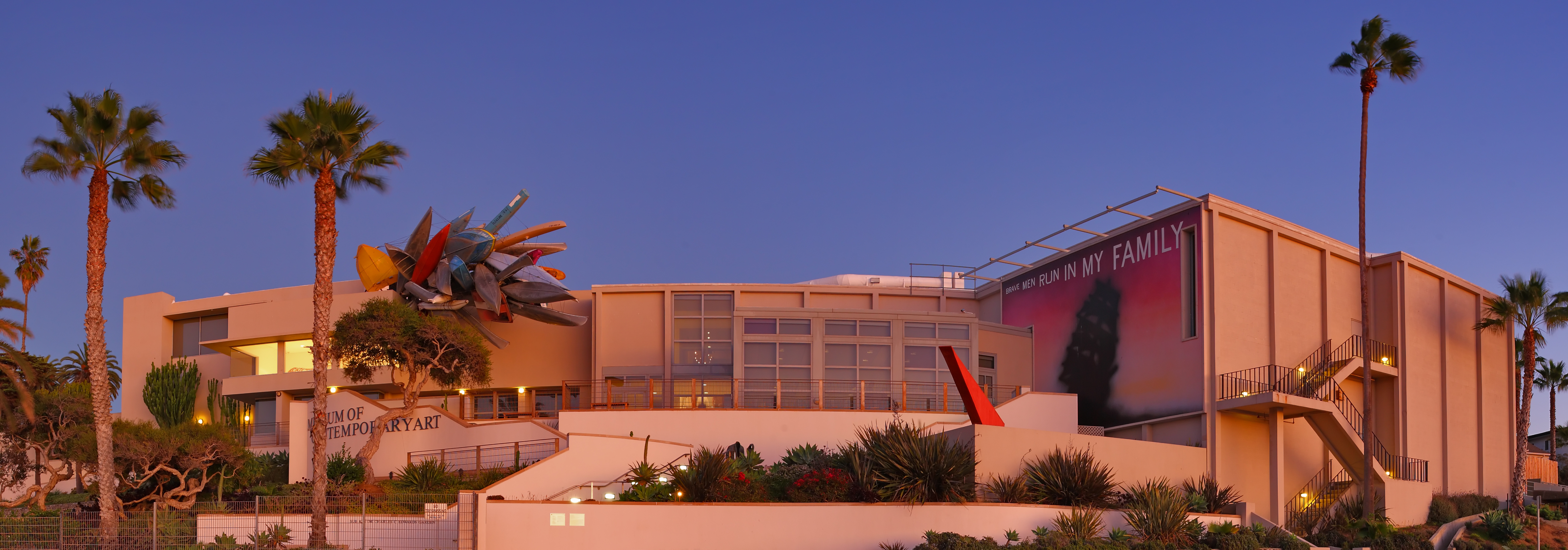
Rezydencja Ellen Browning Scripps, dziś znajduje się tam Museum of Contemporary Art San Diego

Ellen Browning Scripps (ur. w 1836 w Londynie, zm. w 1932 w San Diego) – amerykańska filantropka, fundatorka wielu instytucji non-profit w południowej Kalifornii. 
Do USA przyjechała w 1844 roku jako dziecko, wraz z ojcem, księgowym i piątką rodzeństwa. W 1896 roku przeprowadziła się do La Jolla, dziś części San Diego. 
Wraz z braćmi prowadziła jedną z większych w Stanach firm mediowych. Scripps anonimowo oddała cały swój majątek na instytucje edukacyjne, kulturalne i badania naukowe. Ufundowała m.in. Scripps Hospital w San Diego, Scripps College, część San Diego Zoo, Scripps Institution of Oceanography), Birch Aquarium at Scripps, The Scripps Research Institute).